# كريستيان كيلينغ
كريستيان كيلينغ (بالنرويجية: Kristian Kjelling) مواليد 8 سبتمبر 1980 في أوسلو، هو لاعب كرة يد نرويجي يلعب كظهير أيسر. يلعب حاليا مع نادي درامن لكرة اليد. مثل منتخب النرويج لكرة اليد.

## المسيرة الاحترافية
لعب مع نادي درامن لكرة اليد من سنة 1999 إلى 2002، ثم انضم إلى أديمار ليون في الدوري الإسباني من سنة 2002 إلى 2006، ثم انضم إلى نادي سان أنطونيو لكرة اليد من سنة 2006 إلى 2009، ثم انضم إلى نادي آلبورغ لكرة اليد في الدوري الدنماركي من سنة 2009 إلى 2013، ثم انضم إلى نادي درامن لكرة اليد في سنة 2015.

## تمثيل المنتخب
مثل منتخب بلاده في البطولات التالية:
- بطولة أوروبا لكرة اليد للرجال 2014

## روابط خارجية
- كريستيان كيلينغ على موقع IMDb (الإنجليزية)
- كريستيان كيلينغ على موقع الاتحاد الأوروبي لكرة اليد (الإنجليزية)
- كريستيان كيلينغ على موقع الاتحاد النرويجي لكرة اليد (النرويجية)